# Ring (smykke)
 For alternative betydninger, se Ring. (Se også artikler, som begynder med Ring)
En ring er et smykke, der ofte har et dekorativt ornament, som bæres på fingrene, tæerne (en såkaldt tåring), omkring armen (en armring) eller omkring halsen (en halsring).
Fingerringe bruges ofte til at vise at en person er forlovet eller gift, sidstnævnte kaldes en vielsesring. Andre typer ringe kan have en funktion som eksempelvis tommelfingerringe, der bruges til bueskydning og signetringe, der bruges som segl.
Bestemte ringe er tegn på en værdighed som f.eks. de katolske biskoppers bisperinge eller doktorringen, der er tegn på værdigheden som doktor. Pavens fiskerring fungerer også som signet. Ringe har også været brugt som diskret tegn på medlemskab af en gruppe. Således anvendte J.J. Dampes forening til indførelse af en fri forfatning jernringe.
 Der er for få eller ingen kildehenvisninger i denne artikel, hvilket er et problem. Du kan hjælpe ved at angive troværdige kilder til de påstande, som fremføres i artiklen.

| Smykker | Spire Denne artikel om smykker er en spire som bør udbygges. Du er velkommen til at hjælpe Wikipedia ved at udvide den. |